# St. Albans (City)
St. Albans ist eine City im Franklin County des Bundesstaates Vermont in den Vereinigten Staaten und mit 6877 Einwohnern (nach der Volkszählung 2020) die weitaus größte Stadt und Verwaltungssitz (Shire Town) des Countys.

## Geografie

### Geografische Lage
St. Albans liegt an der Saint Albans Bay des Lake Champlain in den westlichen Ausläufern der Green Mountains, etwa 25 Kilometer südlich der kanadischen Grenze. St. Albans ist von der Town St. Albans umgeben.

### Nachbargemeinden
Alle Entfernungen sind als Luftlinien zwischen den offiziellen Koordinaten der Orte aus der Volkszählung 2010 angegeben.
- Norden: Swanton, 4,4 km
- Nordosten: Fairfax, 10,3 km
- Osten: Fairfield, 17,4 km
- Süden: Fairfield, 17,4 km
- Südosten: Georgia, 5,7 km
- Westen: North Hero, 15,7 km

### Klima
Die mittlere Durchschnittstemperatur in St. Albans liegt zwischen −9,44 °C (15 °Fahrenheit) im Januar und 20,6 °C (69 °Fahrenheit) im Juli. Damit ist der Ort gegenüber dem langjährigen Mittel der USA um etwa 9 Grad kühler. Die Schneefälle zwischen Mitte Oktober und Mitte Mai liegen mit mehr als zwei Metern etwa doppelt so hoch wie die mittlere Schneehöhe in den USA. Die tägliche Sonnenscheindauer liegt am unteren Rand des Wertespektrums der USA, zwischen September und Mitte Dezember sogar deutlich darunter.

## Geschichte
Gegründet 1763, war St. Albans 1795 zum Verwaltungssitz des drei Jahre zuvor eingerichteten Countys ernannt worden. Durch den Waldreichtum der Gegend waren Vermont und die benachbarten Bundesstaaten zu wichtigen Holzlieferanten der florierenden Bauindustrie der USA geworden, was zu einer großen Zahl an Bahnlinien führte, die die Umgebung durchzogen. St. Albans entwickelte sich dabei zum Knotenpunkt verschiedener Bahnlinien, was dem Ort den Beinamen Railroad City of Vermont eintrug.
Am 19. Oktober 1864 kam es hier im Verlauf des Amerikanischen Bürgerkriegs zum nördlichsten Kriegsereignis auf Land, als 21 geflohene Kriegsgefangene der Südstaaten gleichzeitig die drei Banken der Stadt überfielen, 208.000 US$ erbeuteten, Panik verbreiteten und dann über die nahe kanadische Grenze flohen, wo sie verhaftet wurden. Ziel der Aktion war es, die Nordstaaten zu zwingen, ihre Nordgrenze zu schützen und dadurch die Kräfte im Süden zu schwächen; eine Verschlechterung der Beziehungen der Nordstaaten zur neutralen britischen Kolonie Kanada mit möglichen Kriegsfolgen wurde ebenso erhofft. Der Vorfall, bei dem ein Einwohner St. Albans starb und ein weiterer verletzt wurde, ging als St. Albans Raid in die Geschichtsbücher ein. Es gab, entgegen der ursprünglichen Planung der Konföderierten, keine weiteren Vorfälle dieser Art; der Überfall blieb ohne militärische Folgen.
1902 wurde St. Albans zur City erhoben.

### Religion und öffentliche Einrichtungen
Im Ort gibt es acht Kirchengemeinden: je zwei römisch-katholische und methodistische, je eine der Episkopalen, der Nazarener, der Assemblies of God und der United Church of Christ.

### Einwohnerentwicklung
| Volkszählungsergebnisse – City of St. Albans, Vermont | Volkszählungsergebnisse – City of St. Albans, Vermont | Volkszählungsergebnisse – City of St. Albans, Vermont | Volkszählungsergebnisse – City of St. Albans, Vermont | Volkszählungsergebnisse – City of St. Albans, Vermont | Volkszählungsergebnisse – City of St. Albans, Vermont | Volkszählungsergebnisse – City of St. Albans, Vermont | Volkszählungsergebnisse – City of St. Albans, Vermont | Volkszählungsergebnisse – City of St. Albans, Vermont | Volkszählungsergebnisse – City of St. Albans, Vermont | Volkszählungsergebnisse – City of St. Albans, Vermont |
| Jahr                                                  | 1900                                                  | 1910                                                  | 1920                                                  | 1930                                                  | 1940                                                  | 1950                                                  | 1960                                                  | 1970                                                  | 1980                                                  | 1990                                                  |
| ----------------------------------------------------- | ----------------------------------------------------- | ----------------------------------------------------- | ----------------------------------------------------- | ----------------------------------------------------- | ----------------------------------------------------- | ----------------------------------------------------- | ----------------------------------------------------- | ----------------------------------------------------- | ----------------------------------------------------- | ----------------------------------------------------- |
| Einwohner                                             | 6.39                                                  | 6.381                                                 | 7.588                                                 | 8.020                                                 | 8.037                                                 | 8.552                                                 | 8.806                                                 | 8.082                                                 | 7.308                                                 | 7.339                                                 |
| Jahr                                                  | 2000                                                  | 2010                                                  | 2020                                                  | 2030                                                  | 2040                                                  | 2050                                                  | 2060                                                  | 2070                                                  | 2080                                                  | 2090                                                  |
| Einwohner                                             | 7.650                                                 | 6.918                                                 | 6.877                                                 |                                                       |                                                       |                                                       |                                                       |                                                       |                                                       |                                                       |

## Wirtschaft und Infrastruktur

### Verkehr
St. Albans ist über einen Zubringer an den U.S. Highway 7 angeschlossen; auch der Interstate 89 verläuft am Ortsrand. Zusätzlich ist es der nördliche Endpunkt einer Schnellbahnverbindung („The Vermonter“) der Amtrak bis Philadelphia. Der nächste Flughafen ist der etwa zwanzig Kilometer nördlich gelegene Franklin County State Airport.
Von 1901 bis 1921 hatte St. Albans einen Straßenbahnbetrieb.

### Medien
In St. Albans erscheint die Tageszeitung der St. Albans Messenger.

### Öffentliche Einrichtungen
Das Northwestern Medical Center in St. Albans ist das Krankenhaus für die Bewohner der City und der umliegenden Towns.

### Bildung
St. Albans City gehört mit Fairfield zur Franklin Central Supervisory Union Die Saint Albans City School bietet Schulklassen von Kindergarten bis zum achten Schuljahr.
Die St. Albans Free Library geht zurück auf eine Bibliothek, die aus Northfield stammte. Gegründet im Jahr 1855 unter dem Namen the Vermont Central Railroad Library Association. Sie basiert auf einer Eisenbahn Anleihe in Höhe von $ 1000.

## Historische Gebäude
Alle abgebildeten Gebäude sind gelistet im National Register of Historic Places.

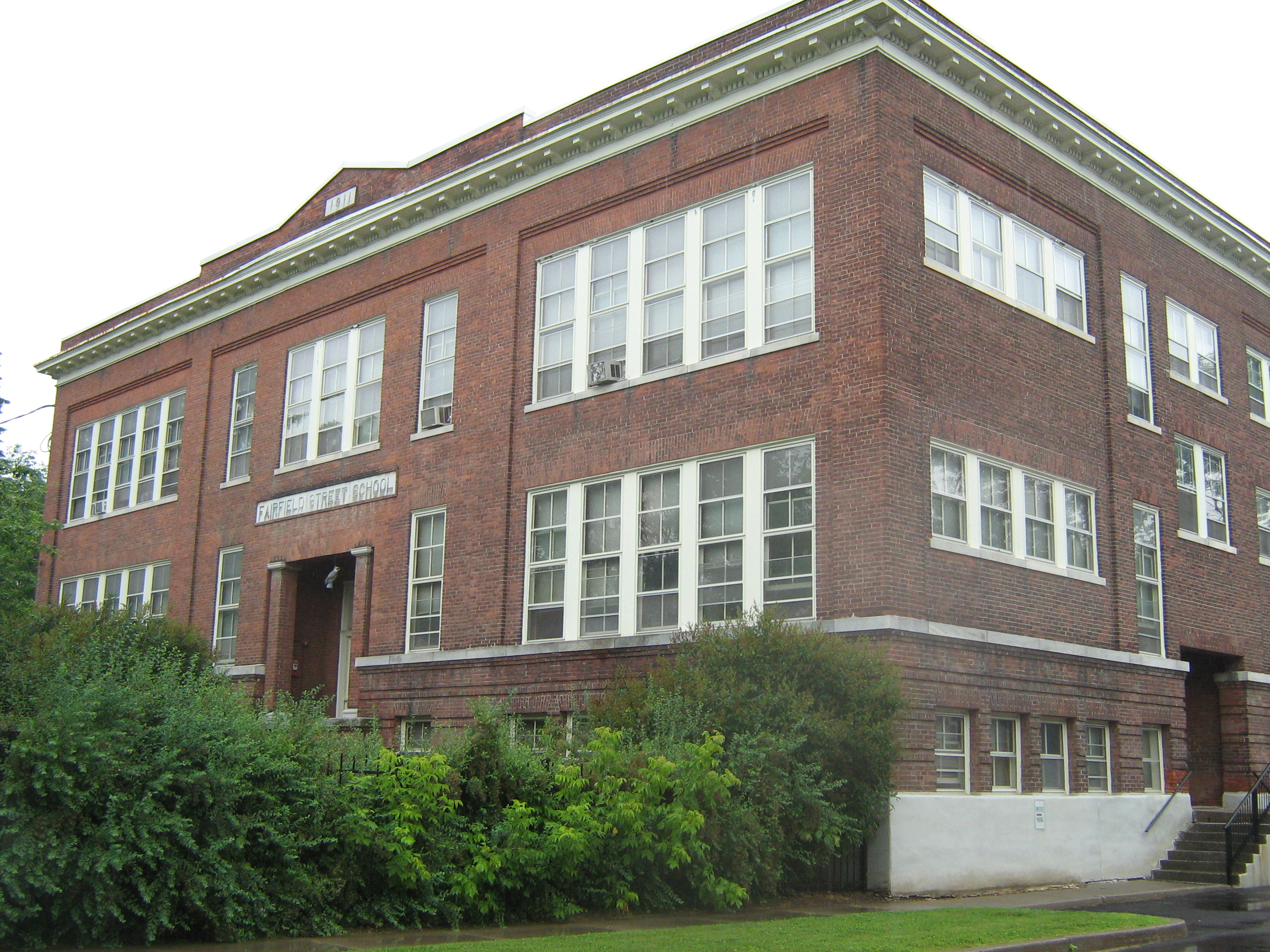
Fairfield Street School Ehemalige Grundschule
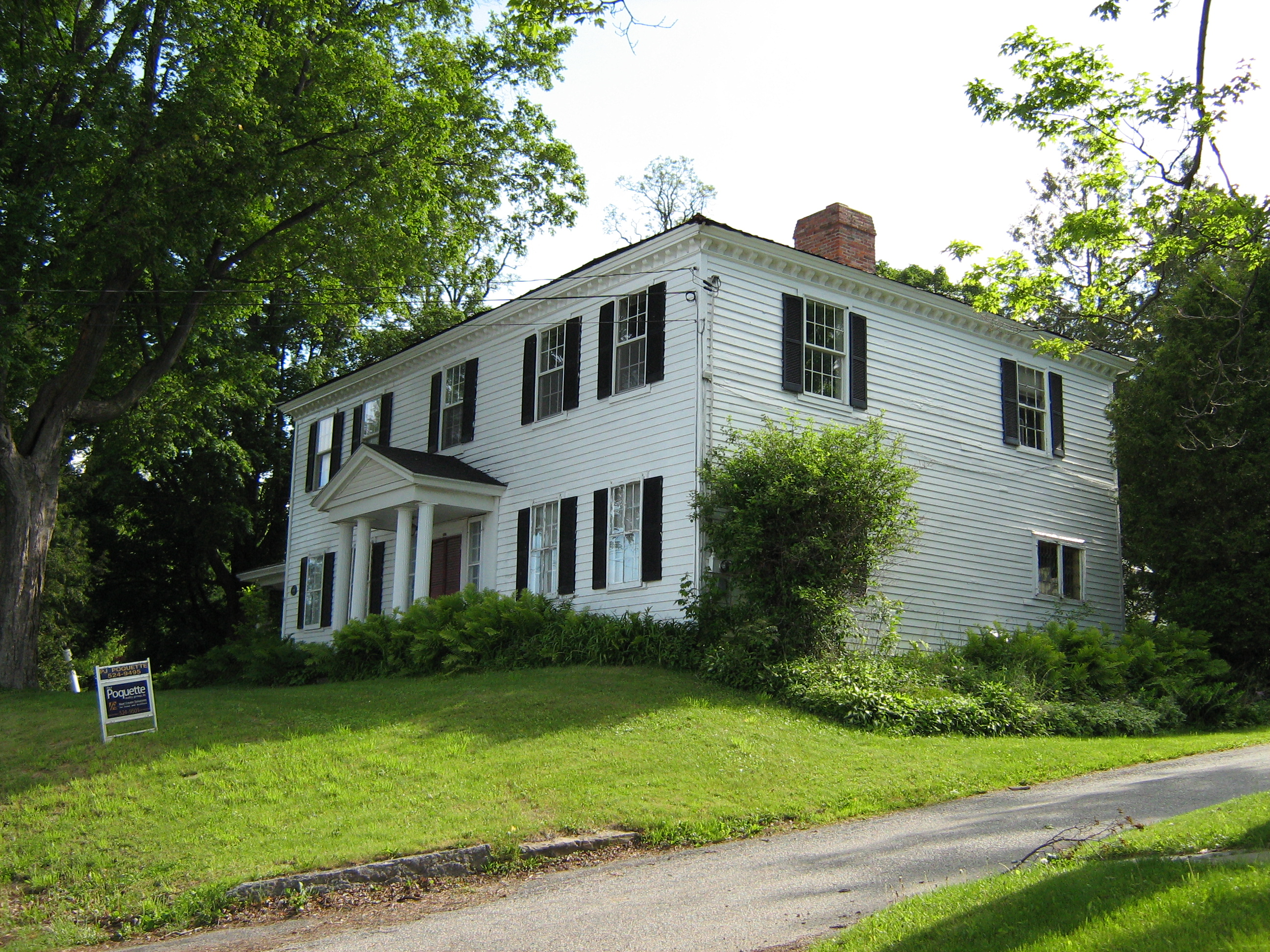
Hathaways Taverne Ältestes Gebäude in St. Albans: eine Gastwirtschaft. Von 1795 bis 1803 Tagungsort des Gerichts des Landkreises
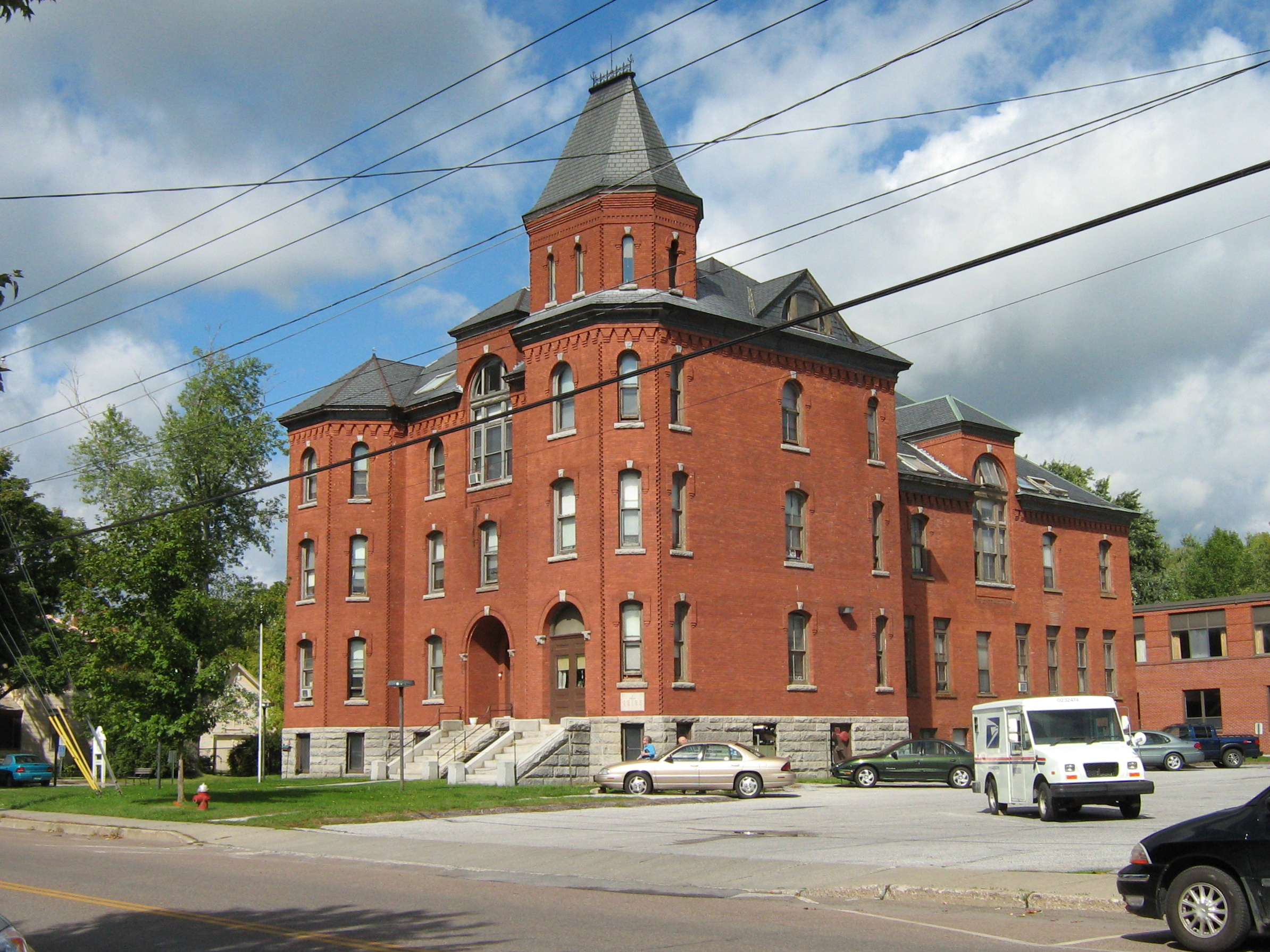
Saint Agnes School Ehemalige Schule, später Kloster, heute ein Seniorenwohnheim

## Söhne und Töchter der Stadt
- J. Gregory Smith (1818–1891), amerikanischer Politiker und Gouverneur von Vermont
- Ann Eliza Smith (1819–1905), amerikanische Autorin
- William Farrar Smith (1824–1903), General der Union im amerikanischen Sezessionskrieg
- Edward Curtis Smith (1854–1935), amerikanischer Politiker und Gouverneur von Vermont
- Eugene Foss (1858–1939), amerikanischer Politiker und Gouverneur von Massachusetts
- Frank L. Greene (1870–1930), amerikanischer Politiker und Kongressabgeordneter
- John LeClair (* 1969), amerikanischer Eishockeyspieler